# لری یانگ (ورزشکار)
لری یانگ (انگلیسی: Larry Young؛ زادهٔ february ۱۰, ۱۹۴۳ (۸۲ سال)) ورزشکار دو و میدانی اهل ایالات متحده آمریکا است.
وی در مسابقات کشوری و بین‌المللی در مجموع برندهٔ ۲ مدال طلا، ۲ مدال برنز شده‌است.